# Joy-Con

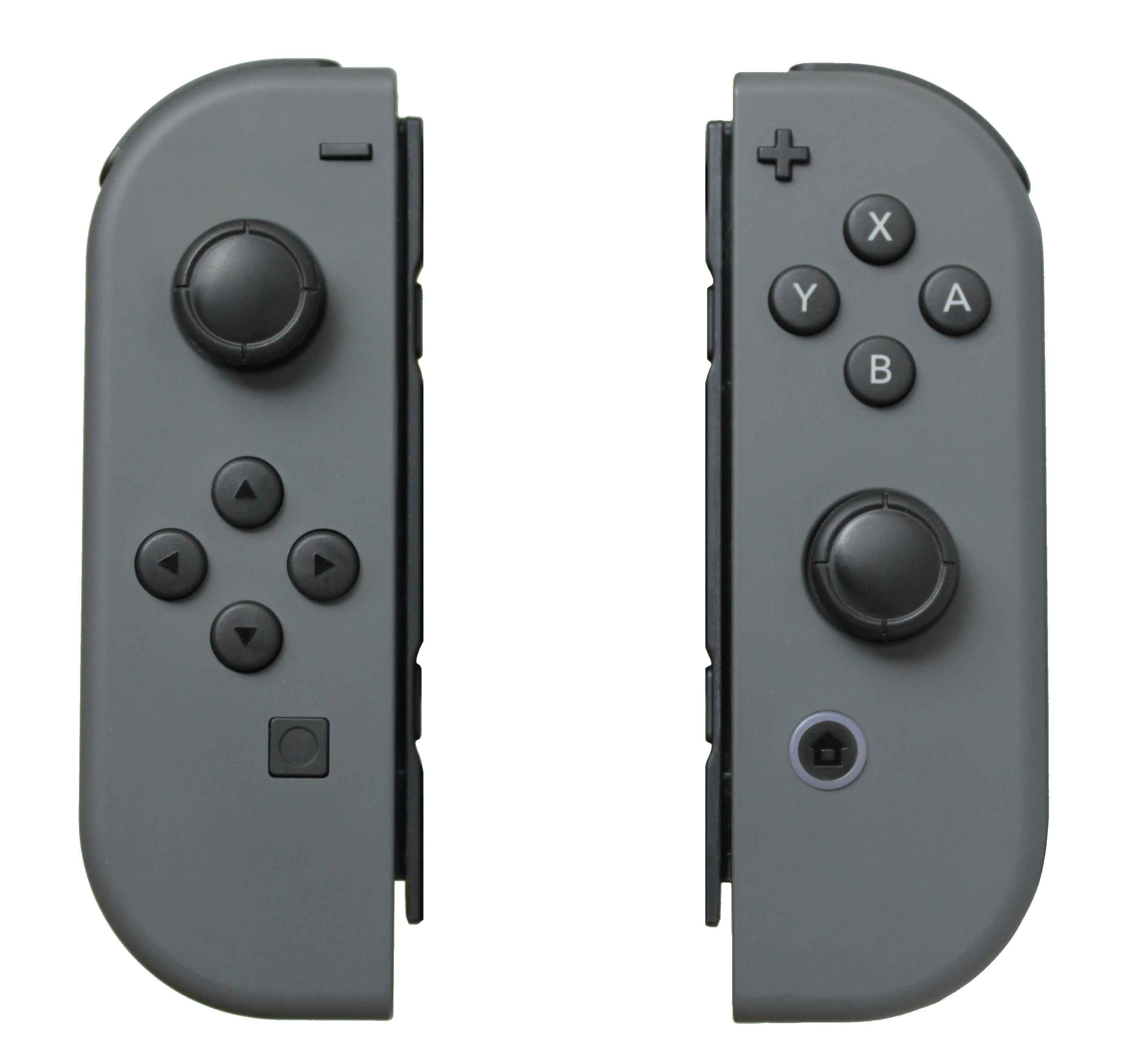
Joy-Con classici di colore grigio

Il Joy-Con è un controller prodotto da Nintendo per la console ibrida Nintendo Switch.

## Dimensioni e peso
Dimensioni
- Altezza: 10,2cm
- Larghezza: 3,59cm
- Profondità: 2,84cm

Peso
- Joy-Con destro circa 52.2g
- Joy-Con sinistro circa 49.3g

## Caratteristiche
- Telecamera IR di movimento (solo Joy-Con destro)
- Lettore/Scrittore NFC (solo Joy-Con destro)
- Rumble HD
- Batteria a litio ricaricabile
- Accelerometro
- Giroscopio

## Colori dei Joy-Con
- Grigio
- Blu neon
- Rosso neon
- Giallo neon
- Verde neon
- Rosa neon
- Viola neon
- Arancione neon
- Bianco
- Viola pastello
- Verde pastello
- Rosa pastello
- Giallo pastello
- Blu
- Rosso, dell'edizione limitata in bundle con la console e Super Mario Odyssey
- Giallo chiaro/Marrone, dell'edizione limitata in bundle con la console e Pokémon Let's Go! Pikachu/Let's Go! Eevee
- Grigio con logo di Super Smash Bros., dell'edizione limitata in bundle con la console e Super Smash Bros. Ultimate
- Acquamarina/Celeste, dell'edizione in bundle con la console e Animal Crossing: New Horizons

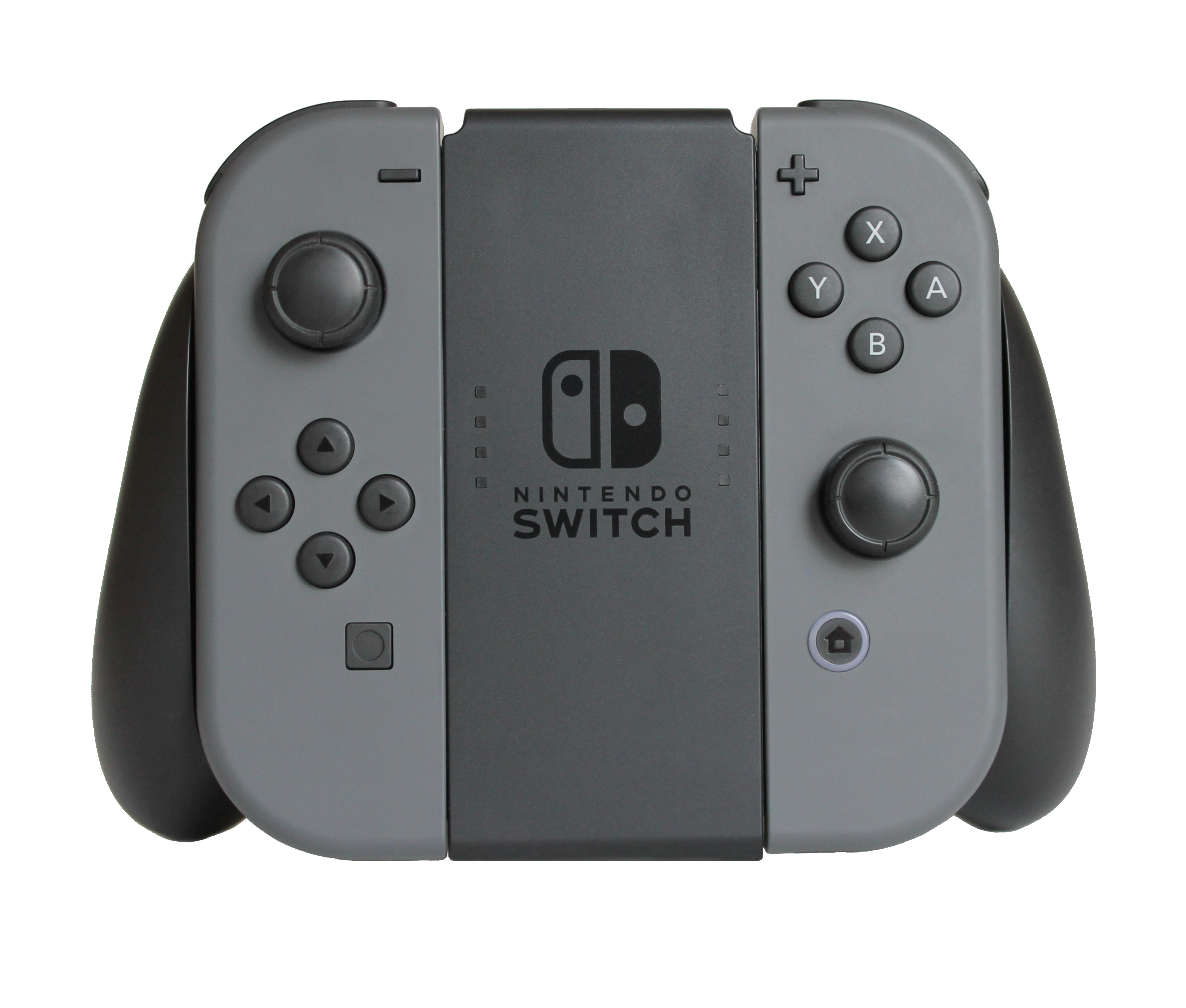
Joy-Con inseriti nellimpugnatura Joy-Con

Se i Joy-Con sono inseriti nell'impugnatura apposita, possono essere usati come un singolo controller tradizionale.

## Comandi dei Joy-Con

Illustrazione dei controller Joy-Con, sinistro e destro

### Joy-Con sinistro
- Pulsante L
- Pulsante ZL
- Pulsante SL
- Pulsante SR
- Pulsante -
- Stick sinistro premibile
- Pulsanti direzionali (pulsanti Su, Giù, Sinistra, Destra)
- Pulsante di cattura
- Pulsante di rilascio
- Pulsante SYNC

#### Laccetto per Joy-Con sinistro
- Pulsante SL
- Pulsante SR
- Fermo

### Joy-Con destro
- Pulsante R
- Pulsante ZR
- Pulsante SR
- Pulsante SL
- Pulsante +
- Pulsanti A/B/X/Y
- Stick destro premibile
- Pulsante HOME
- Pulsante di rilascio
- Pulsante SYNC

#### Laccetto per Joy-Con destro
- Pulsante SR
- Pulsante SL
- Fermo

## Supporti aggiuntivi

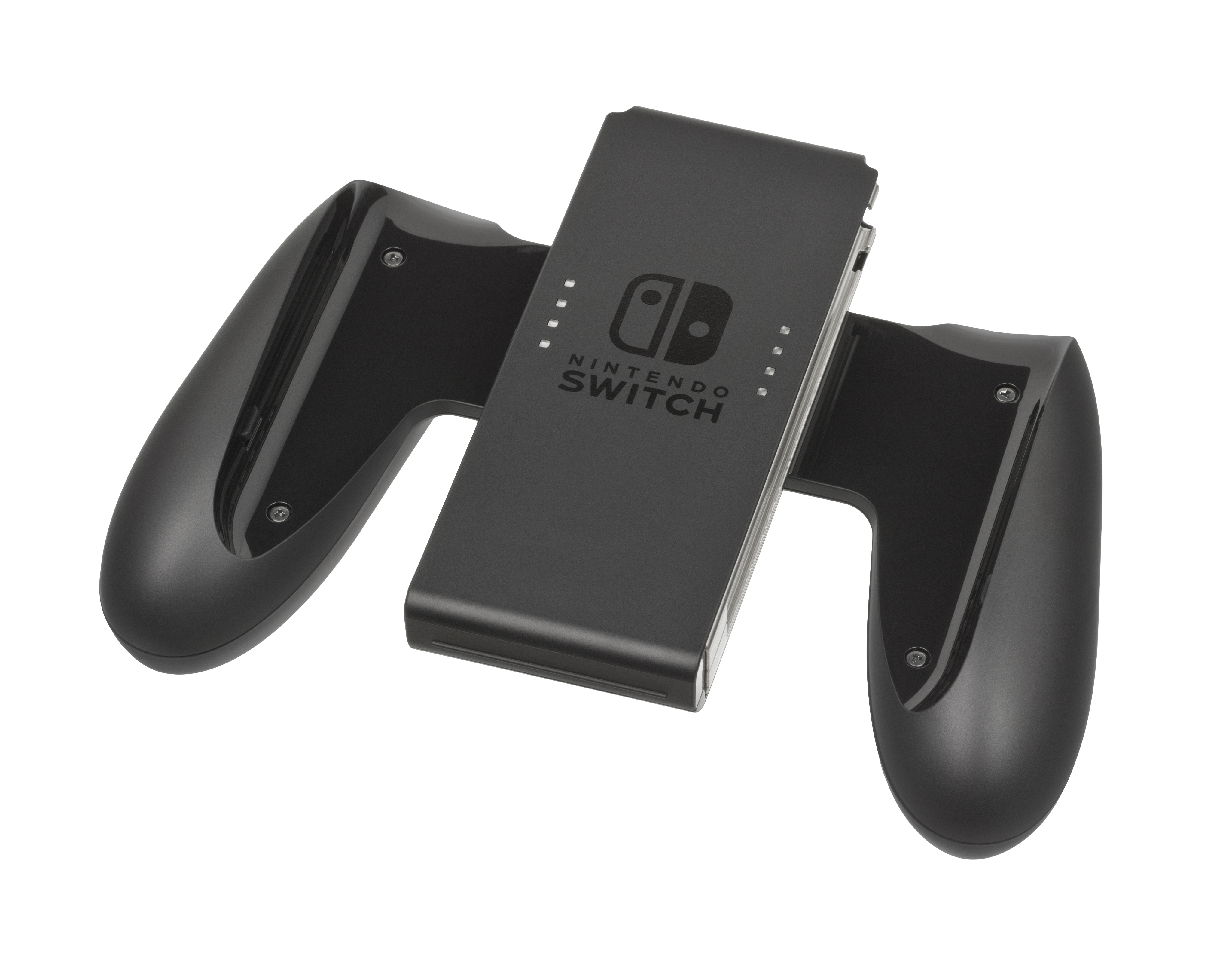
Impugnatura Joy-Con

- Impugnatura Joy-Con
- Volante Joy-Con
- Laccetti per Joy-Con
- Impugnatura di ricarica Joy-Con
- Stand ricarica duo Joy-Con
- Ring-Con
- Fascia per la gamba

## Difetti
All’uscita di Nintendo Switch, un numero non indifferente di consumatori, ha riscontrato diversi difetti nella console, tra cui in particolare, il Joy-Con sinistro, che non riusciva a sincronizzarsi con la console. La Nintendo ricevendo le lamentele da parte dei consumatori ha aperto un'indagine per scoprire i motivi di tale disagio. In un comunicato stampa ufficiale della Nintendo affidato alla redazione del sito Kotaku ha comunicato ai consumatori che il problema del Joy-Con sinistro è stato causato da un “Manufacturing Variation”, in pratica, un errore di assemblaggio causato dalla mancanza di attenzione nel montaggio dei pezzi che compongono il Joy-Con sinistro. Inoltre, la Nintendo ha dichiarato che la situazione è stata affrontata e risolta a livello industriale. Ciò nonostante la Nintendo inizialmente non ha ritirato i Joy-Con sinistri difettosi dal commercio, dichiarando che non era prevista nessuna campagna di riparazione o sostituzione dei Joy-Con sinistri difettosi. Attualmente Nintendo ha risolto il problema, il tutto testimoniato da CNET, che riaprendo un Joy-Con sinistro riparato dall'Assistenza Nintendo, ha notato che per migliorare il segnale del trasmettitore, è stata utilizzata della schiuma conduttiva.
Un altro problema che affligge molti Joy-Con è il Joy-Con Drift. Questo era dovuto ad un problema su entrambi gli stick analogici, che inviavano input errati alla console rispetto all'effettiva posizione della levetta, provocando spostamenti del cursore non desiderato dall'utente, o spostamenti del personaggio involontari durante i giochi.